# Christoph Kobleder
Christoph Kobleder (* 3. März 1990 in Hallein) ist ein österreichischer Fußballspieler auf der Position eines Innenverteidigers.

## Karriere

### Verein
Kobleder begann seine aktive Karriere als Fußballspieler kurz nach seinem siebenten Geburtstag im Nachwuchsbereich des FC Puch, der seinen Sitz in der Salzburger Gemeinde Puch bei Hallein hat. Nach drei Jahren wechselte er im Jahre 2000 ins nur wenige Kilometer entfernte Kuchl, wo er in den Jugendmannschaften des dort spielenden SV Kuchl zum Einsatz kam.
2004 wechselte er zum ersten Mal in den Jugendbereich eines der erfolgreichsten und traditionsreichsten Klubs des Landes, zum SV Austria Salzburg, bei dem er in der U-15-Mannschaft spielte. Nachdem er ein Jahr später wieder beim SV Kuchl gemeldet wurde und der SV Austria Salzburg vom Unternehmen Red Bull gekauft und der Verein unter dem Namen FC Red Bull Salzburg neukonstituiert wurde, wechselte Kobleder in dessen Jugendabteilung. So besuchte er von 2005 bis 2008, neben dem Jugend-Kooperationsverein aus Kuchl, die Akademie des FC Red Bull Salzburg. Dort kam er vorwiegend im U-17-Team, später auch im U-19-Fußballteam zum Einsatz. In der Saison 2007/08 kam der junge Verteidiger bei 24 absolvierten Meisterschaftsspielen in der von Toto gesponserten U-19-Jugendliga auf zwei Treffer.
Nach seinem Abschluss an der Akademie unterschrieb Kobleder am 11. Juli 2008 einen Vertrag beim USK Anif, dessen Kampfmannschaft ihren Spielbetrieb in der dritthöchsten österreichischen Regionalliga West hat. Beim Verein aus Anif im Bezirk Salzburg-Umgebung kam er in der Saison 2008/09 in jeder der 30 Meisterschaftspartien zum Einsatz. Am Ende der Saison konnte Kobleder fünf Treffer verzeichnen, wobei er am 18. April 2009 beim Spiel gegen den SC Schwaz ein Doppelpack verzeichnete, das wiederum gleichzeitig einen 2:1-Sieg für seinen Verein bedeutete.
Noch im selben Jahre wechselte Kobleder, dessen Ziel es immer war von der Akademie über die Red Bull Juniors bis in die Bundesligamannschaft des Vereins zu kommen, nach Oberösterreich zum Bundesligisten LASK Linz.
Am 7. August 2009 gab er beim 4:0-Heimsieg des LASK über die Kapfenberger SV sein Profidebüt, als er in der 84. Spielminute für den Litauer Vidas Alunderis eingewechselt wurde. Rund dreieinhalb Monate später, am 25. November 2009, erzielte Kobleder bei der 4:1-Auswärtsniederlage gegen den SC Magna Wiener Neustadt in der 90. Spielminute den Ehrentreffer für sein Team und somit den ersten Profitreffer in seiner noch kurzen Karriere; für Wr. Neustadt traf Sanel Kuljic vier Mal.
Im Sommer 2010 wechselte Kobleder leihweise zum FC Lustenau 07 in die Erste Liga.
Nach dem verpassten Aufstieg wechselte Kobleder zum SC Austria Lustenau nach Vorarlberg. Nach einem Probetraining wurde er vom Wolfsberger AC unter Vertrag genommen, sein Vertrag wurde jedoch nach nur einem Pflichtspiel im Winter 2015 aufgelöst.
Rund eine Woche nach Vertragsauflösung unterschrieb Kobleder einen bis 2018 gültigen Vertrag beim Zweitligisten FC Wacker Innsbruck.
Zur Saison 2017/18 kehrte er zum Ligakonkurrenten SC Austria Lustenau zurück. In der Winterpause der Saison 2018/19 verließ er Lustenau und wechselte zum viertklassigen Schwarz-Weiß Bregenz. Seit Sommer 2020 steht er im Aufgebot des Viertligisten FC Lustenau 07.

### Nationalmannschaft
Kobleder kam bisher bereits in der österreichischen U-18-Auswahl zum Einsatz. Aufgrund seiner starken Leistungen wurde er im April 2008 vom damaligen Team-Trainer Peter Persidis ins österreichische U-19-Nationalteam berufen, für das er bereits einmal zum Einsatz kam. Nach nur einem Spiel für das U-19-Team wurde Kobleder im Jahre 2009 unter Teamchef Hermann Stadler für ein Länderspieldoppelpack Anfang September ins österreichische U-20-Nationalteam berufen. Seinen ersten Auftritt sollte er beim Spiel gegen die Deutsche U-20 haben, doch die Deutschen sagten kurzfristig ab, sodass eine Alternativlösung gesucht werden musste. Der FC Lustenau 07 stellte sich schließlich bereit in einem inoffiziellen Ländermatch gegen die österreichischen U-20-Junioren anzutreten. Im Spiel kam er in der 55. Spielminute für Stefan Schwab zum Einsatz und feierte damit sein, wenn auch inoffizielles, Teamdebüt. Seit erstes reguläres Spiel für das U-20-Team absolvierte er am 8. September 2009 beim 1:1-Remis gegen die Schweizer U-20-Nationalmannschaft, als er in der 87. Spielminute für Jürgen Prutsch eingewechselt wurde.